# 長翅潘鰍
長翅潘鰍為輻鰭魚綱鯉形目鰍科的其中一種，為熱帶淡水魚，分布於亞洲寮國流域，棲息在底層水域，生活習性不明。

## 扩展阅读
維基物種上的相關：長翅潘鰍